# The Leading Hotels of the World
The Leading Hotels of the World è un'associazione di alberghi. Il gruppo conta circa 400 strutture di lusso in 80 paesi.

## Storia e descrizione
La società venne fondata nel 1928 da un gruppo di albergatori europei: tra i 38 membri iniziali erano presenti anche l'Hôtel Négresco di Nizza, la Mena House de Il Cairo, il Montreux Palace di Montreux e il King David Hotel di Gerusalemme. L'associazione originariamente venne chiamata The Luxury Hotels of Europe and Egypt.
Successivamente i fondatori aprirono un ufficio a New York, denominato Hotel Representative. Alla fine degli anni 1960 comprendeva 70 alberghi, tutti in Europa. Dal 1971 vennero ammessi alberghi da qualsiasi parte del mondo e il nome mutò in The Leading Hotels of the World.